# Canton de Lautrec
Le canton de Lautrec est un ancien canton français situé dans le département du Tarn et la région Midi-Pyrénées.

## Géographie
Ce canton était organisé autour de Lautrec dans l'arrondissement de Castres. Son altitude variait de 159 m (Montdragon) à 371 m (Brousse) pour une altitude moyenne de 254 m.

## Communes
Le canton de Lautrec comprenait 10 communes et comptait 5 063 habitants (population municipale) au 1er janvier 2010.
| Nom                     | Code Insee | Intercommunalité              | Superficie (km2) | Population (dernière pop. légale) | Densité (hab./km2) |
| ----------------------- | ---------- | ----------------------------- | ---------------- | --------------------------------- | ------------------ |
| Lautrec (chef-lieu)     | 81139      | CC du Lautrecois-Pays d'Agout | 54,64            | 1 784 (2014)                      | 33                 |
| Brousse                 | 81040      | CC du Lautrecois-Pays d'Agout | 14,77            | 413 (2014)                        | 28                 |
| Jonquières              | 81109      | CC du Lautrecois-Pays d'Agout | 12,20            | 455 (2014)                        | 37                 |
| Montdragon              | 81174      | CC du Lautrecois-Pays d'Agout | 12,19            | 617 (2014)                        | 51                 |
| Montpinier              | 81181      | CC du Lautrecois-Pays d'Agout | 7,60             | 186 (2014)                        | 24                 |
| Peyregoux               | 81207      | CC du Lautrecois-Pays d'Agout | 4,50             | 88 (2014)                         | 20                 |
| Puycalvel               | 81216      | CC du Lautrecois-Pays d'Agout | 12,27            | 216 (2014)                        | 18                 |
| Saint-Genest-de-Contest | 81250      | CC du Lautrecois-Pays d'Agout | 13,71            | 300 (2014)                        | 22                 |
| Saint-Julien-du-Puy     | 81258      | CC du Lautrecois-Pays d'Agout | 19,38            | 436 (2014)                        | 22                 |
| Vénès                   | 81311      | CC du Lautrecois-Pays d'Agout | 27,42            | 769 (2014)                        | 28                 |

## Représentation

### Conseillers généraux de 1833 à 2015
| Période | Période      | Identité                              | Étiquette          | Qualité                                                                     |
| ------- | ------------ | ------------------------------------- | ------------------ | --------------------------------------------------------------------------- |
| 1833    | 1864         | Eugène, Comte de Foucauld (1800-1887) |                    | Propriétaire foncier à Gibrondes                                            |
| 1864    | 1870         | Daniel Jourde                         |                    | Propriétaire, maire de Lautrec, conseiller d'arrondissement                 |
| 1870    | 1871         | Georges Hilaire père                  |                    | Avocat, Lautrec                                                             |
| 1871    | 1876 (décès) | Daniel Jourde                         |                    | Propriétaire, ancien maire de Lautrec                                       |
| 1876    | 1894 (décès) | Léon Abrial                           | Droite Monarchiste | Avocat - Député (1884-1885 et 1889-1894)                                    |
| 1894    | 1910         | Comte Bertrand de Foucaud d'Aure      | Conservateur       | Propriétaire du château des Ormes Maire de Lautrec                          |
| 1910    | 1928 (décès) | Jules Viguier                         | Rad.               | Négociant Maire de Lautrec (1908-1928)                                      |
| 1929    | 1940         | Gaston Delga (1891-1981)              | URD                | Médecin Maire de Lautrec (1929-1940) Nommé conseiller départemental en 1942 |
|         |              |                                       |                    |                                                                             |
| 1945    | 1949         | Louis Busson                          | MRP                | Notaire à Lautrec                                                           |
| 1949    | 1955         | Albert Cathala                        | SFIO               | Propriétaire cultivateur Maire de Peyregoux (1945-1959)                     |
| 1955    | 1992         | François Delga                        | DVD puis App. UDF  | Médecin Sénateur (1986-1995) Maire de Lautrec (1965-2001)                   |
| 1992    | 2004         | Claude Mauriès                        | DVD                | Minotier Maire de Saint-Genest-de-Contest                                   |
| 2004    | 2015         | Christian Galzin                      | DVD                | Agriculteur - Maire de Vénès depuis 1995                                    |

### Conseillers d'arrondissement (de 1833 à 1940)
| Période                                  | Période      | Identité                      | Étiquette | Qualité |
| ---------------------------------------- | ------------ | ----------------------------- | --------- | --- |
| 1833                                     | 1839         | M. de Corneillan              |           | Propriétaire à Lautrec                                                                                      |
| 1839                                     | 1845         | Gérard Guy (1805-1886)        |           | Avocat à Castres                                                                                            |
|                                          |              |                               |           | |
| 1848                                     | 1852         | Gérard Guy                    |           | Avocat au barreau de Castres                                                                                |
| 1852                                     | 1864         | Daniel Jourde                 |           | Maire de Lautrec (1848-1870)                                                                                |
|                                          |              |                               |           | |
| 1889                                     | 1894 (décès) | Jacques Henri Huc (1832-1894) | Droite    | Notaire à Lautrec                                                                                           |
| 1894                                     | 1901         | Paul Guibert                  | Droite    | |
| 1901                                     |              | M. Vincens                    | Droite    | |
|                                          |              |                               |           | |
| 1925                                     | 1940         | Joseph Vène                   | Rad.ind.  | Propriétaire à Lautrec                                                                                      |
| 1940                                     |              |                               |           | Les conseils d'arrondissement ont été suspendus par la loi du 12 octobre 1940 et n'ont jamais été réactivés |
| Les données manquantes sont à compléter. |              |                               |           | |

## Démographie
| 1962  | 1968  | 1975  | 1982  | 1990  | 1999  | 2006  | 2010  | - |
| ----- | ----- | ----- | ----- | ----- | ----- | ----- | ----- | - |
| 3 682 | 4 132 | 3 832 | 4 172 | 4 235 | 4 363 | 4 831 | 5 063 | - |